# Палласити
Палласити — рідкісний тип залізокам'яних метеоритів, який отримав назву від першого такого відомого метеорита, знайденого в Сибіру і перевезеного 1772 року у Санкт-Петербург за розпорядженням німецького натураліста Петера-Симона Палласа. Паласити складаються приблизно з рівної кількості нікелевмісного заліза і олівіну. Вважається, що своєрідна структура палласитів викликана тим, що вони утворилися за відсутності гравітаційних сил або при незначних гравітаційних силах.
Найвідоміший паласитовий метеорит отримав назву Фукан, на честь містечка розташованого на заході Китаю, де його в 2000 році і знайшли. Маса метеорита склала майже 420 кілограм. Імовірно, первісна маса Фукана була більше 3 тонн, але входячи в атмосферу Землі більша його частина згоріла. За оцінками фахівців, Фукан є ровесником нашої планети. Він літав просторами Космосу 4,5 мільярда років. Деякі експерти оцінили метеорит в 2 млн доларів. Незвичайна форма, розміри, структура і краса Фукана не залишилися без уваги, і йому було присвоєно звання найціннішого метеорита в світі.